# Irad Ortiz Jr.
Irad Ortiz Jr., född 11 augusti 1992, är en puertoricansk jockey. Han har blivit amerikansk jockeychampion fyra år i rad (2017-2020). Han har även varit ledande ryttare i New York sedan 2012.

## Karriär
Ortiz segrade i sitt första Breeders' Cup-löp tillsammans med Lady Eli 2014, då de segrade i Breeders' Cup Juvenile Fillies Turf. Han tog sin första seger i ett Triple-Crown-löp tillsammans med Creator i 2016 års upplaga av Belmont Stakes.
Ortiz vann Eclipse Award for Outstanding Jockey 2018 efter att ha lett jockeylistan för antal vinster och intäkter. Vid Breeders' Cup 2019 tog han fyra segrar, inklusive Turf och Classic.

## Privatliv
Ortiz föddes i Trujillo Alto, Puerto Rico. Hans farfar, som också heter Irad Ortiz, var en jockey, liksom hans farbror Iván Ortiz.  Hans yngre bror, José Ortiz, är även han en framgångsrik jockey i New York.
Då han växte upp blev en av hans idoler, Ángel Cordero Jr., den första puertoricanska jockeyn att väljas in i National Museum of Racing och Hall of Fame.
Ortiz har en dotter, Sarai, född 2015.